# مجرة مافي 2

صورة واضحة لمجرة مافي 2 ومافي 1

مجرة مافي 2 هي مجرة حلزونية متوسطة تبعد 10 ملايين سنة ضوئية  وتقع بعيدا في كوكبة ذات الكرسي.
وقد تم اكتشاف مجرتي مافي 1 ومافي 2 بواسطة العالم الفلكي باولو مافي في عام 1968 بواسطة انبعاث الاشعة تحت الحمراء. وتقع المجرة في منطقة التفادي وهي محجوبة بنسبة 99.5% بواسطة سحب الغبار من مجرة درب التبانة. ولذلك فالبكاد يمكن كشفها بواسطة الانبعاثات الضوئية. بعد اكتشافها حدث جدال حول ما إذا كانت أحد مجرات المجموعة المحلية. ولكنها الآن عضو في مجموعة مجرية قريبة يطلق عليها مجموعة IC 342 / مافاي وهي اقرب المجموعات المجرية للمجموعة المحلية.

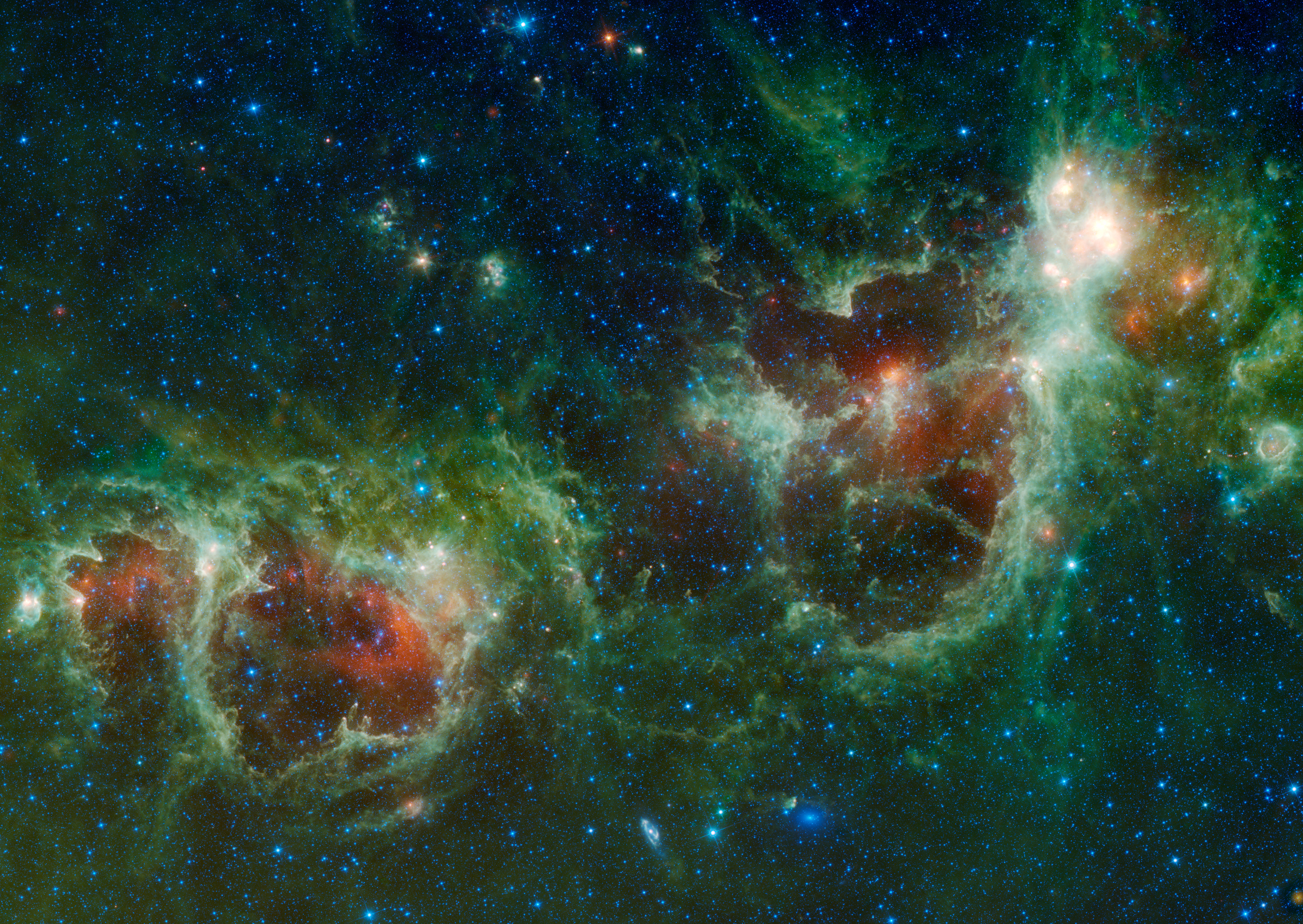
صورة للمجرة مافي 2 وهي المجرة اللولبية في اقصي قاع الصورة